# Rainer Potschak
Rainer Potschak (* 6. Mai 1950 in Schwäbisch Gmünd) ist ein ehemaliger deutscher Fußballspieler.

## Spielerkarriere
Rainer Potschak begann seine Profikarriere als Fußballspieler bei den Stuttgarter Kickers, wo er von 1969 bis 1977 spielte. Insgesamt bestritt der Stürmer für den Verein 162 Spiele in der 2. Bundesliga und der damals zweitklassigen Regionalliga Süd, dabei erzielte er 50 Tore. 1977 wechselte Potschak zum Heidenheimer SB, wo er in den folgenden zwei Jahren nochmals auflief, ehe er zum VfR Aalen wechselte.